# Przewiercień
Przewiercień (Bupleurum L.) – rodzaj roślin z rodziny selerowatych. Obejmuje według różnych źródeł ok. 165, 180 lub blisko 220 gatunków (generalnie rodzaj trudny taksonomicznie – wiele z gatunków bardzo podobnych i trudnych do odróżnienia, wiele też jest bardzo zmiennych). Rośliny te występują głównie w Eurazji i północnej Afryce. Rosną w formacjach trawiastych i w zaroślach, zwykle w miejscach suchych, na stokach, także jako chwasty w uprawach. Kwiaty zapylane są głównie przez muchówki. Niektóre gatunki używane są jako lecznicze, zwłaszcza w medycynie chińskiej (przy czym ich stosowanie wymaga ostrożności ze względu na trujące właściwości części podobnych gatunków z tego rodzaju), niektóre bywają uprawiane jako ozdobne, w tym np. przewiercień okrągłolistny B. rotundifolium. Gatunek ten był także wykorzystywany w Europie jako leczniczy do XVIII wieku.

## Rozmieszczenie geograficzne
Występują one w większości w Azji, zwłaszcza w jej południowo-zachodniej części, ale sięgają na wschodzie po Japonię. W Europie spotykanych jest 39 gatunków, w większości w jej południowej części. Rośliny te rosną także w Afryce Północnej, na Wyspach Kanaryjskich. Zasięg pojedynczych gatunków obejmuje poza tym Afrykę Południową (B. mundtii) oraz chłodniejsze rejony Ameryki Północnej. Centrum zróżnicowania jest Turcja, gdzie rośnie 46 gatunków.
W Polsce naturalnie występują cztery gatunki, jeden jest zadomowionym antropofitem, kolejne dwa spotykane są jako przejściowo dziczejące (efemerofity).
Gatunki flory Polski
- przewiercień sierpowaty (Bupleurum falcatum L.)
- przewiercień długolistny (Bupleurum longifolium L.)
- przewiercień jaskrowaty (Bupleurum ranunculoides L.)
- przewiercień okrągłolistny (Bupleurum rotundifolium L.) – antropofit zadomowiony
- przewiercień cienki (Bupleurum tenuissimum L.)
- przewiercień Desfontaines'a (Bupleurum fontanesii Guss. ex Caruel, syn. Bupleurum odontites L.) – efemerofit
- przewiercień wąskolistny (Bupleurum lancifolium Hornem., syn. Bupleurum protractum Hoffmanns. & Link) – efemerofit

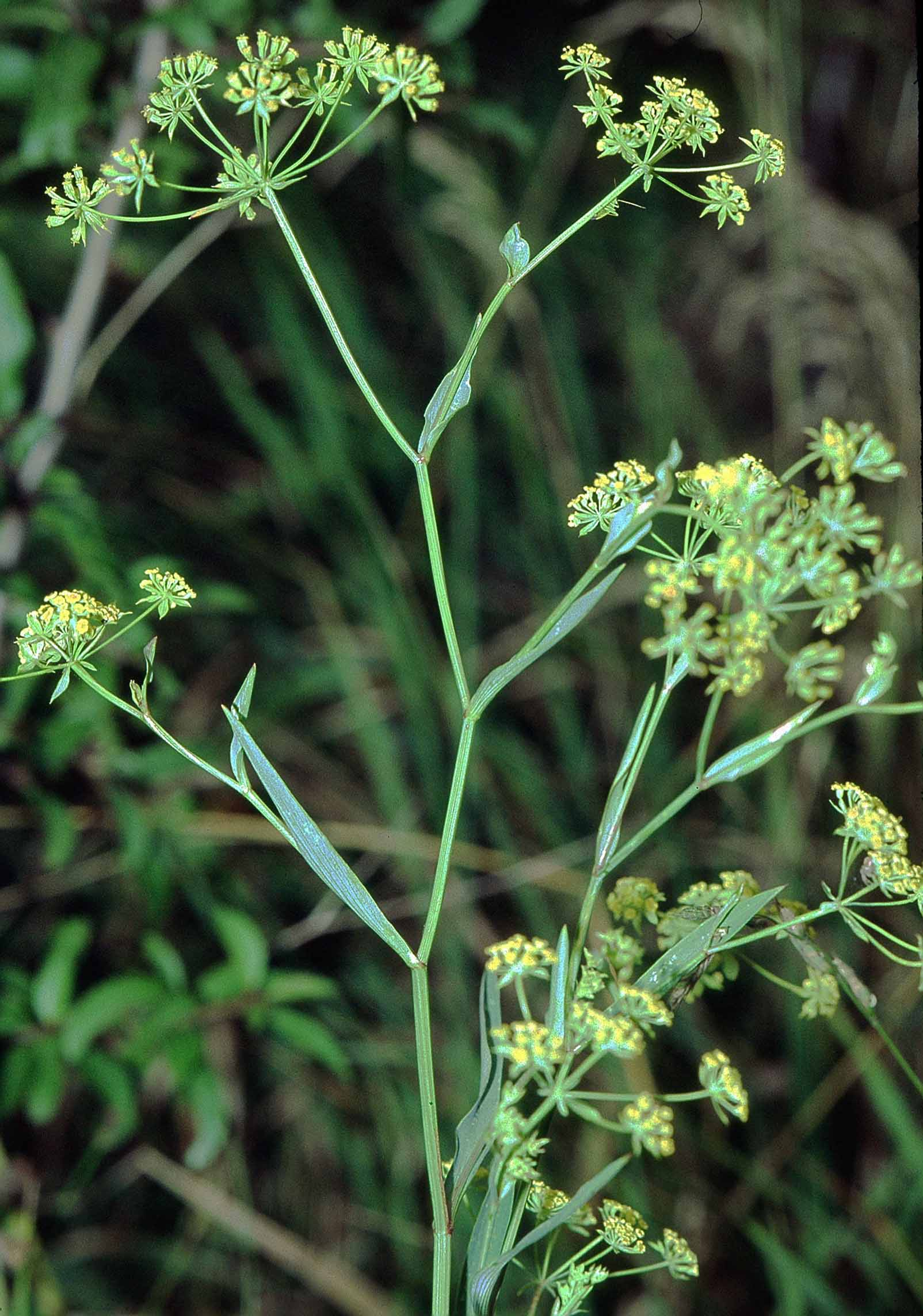
przewiercień sierpowaty
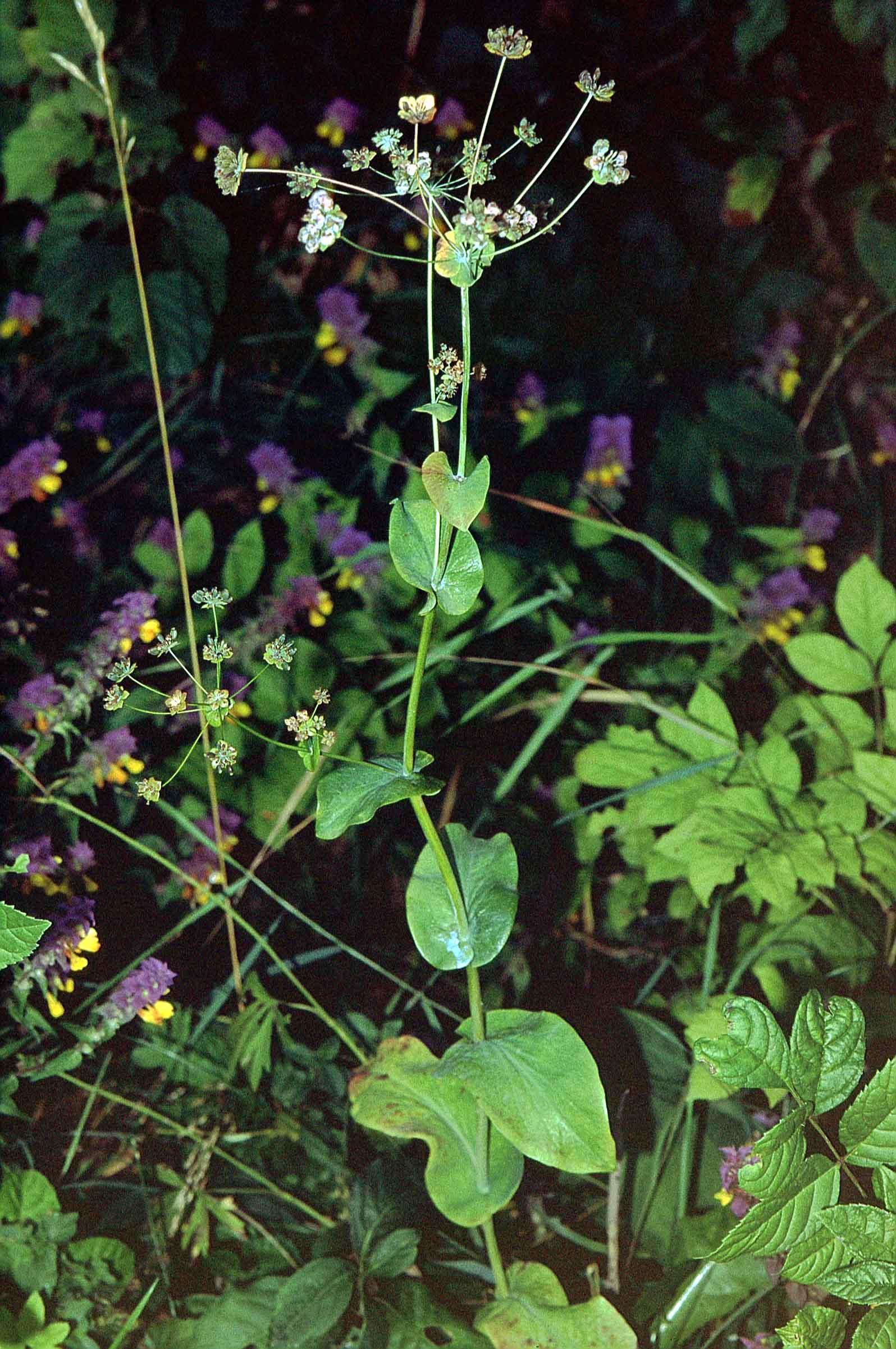
przewiercień długolistny
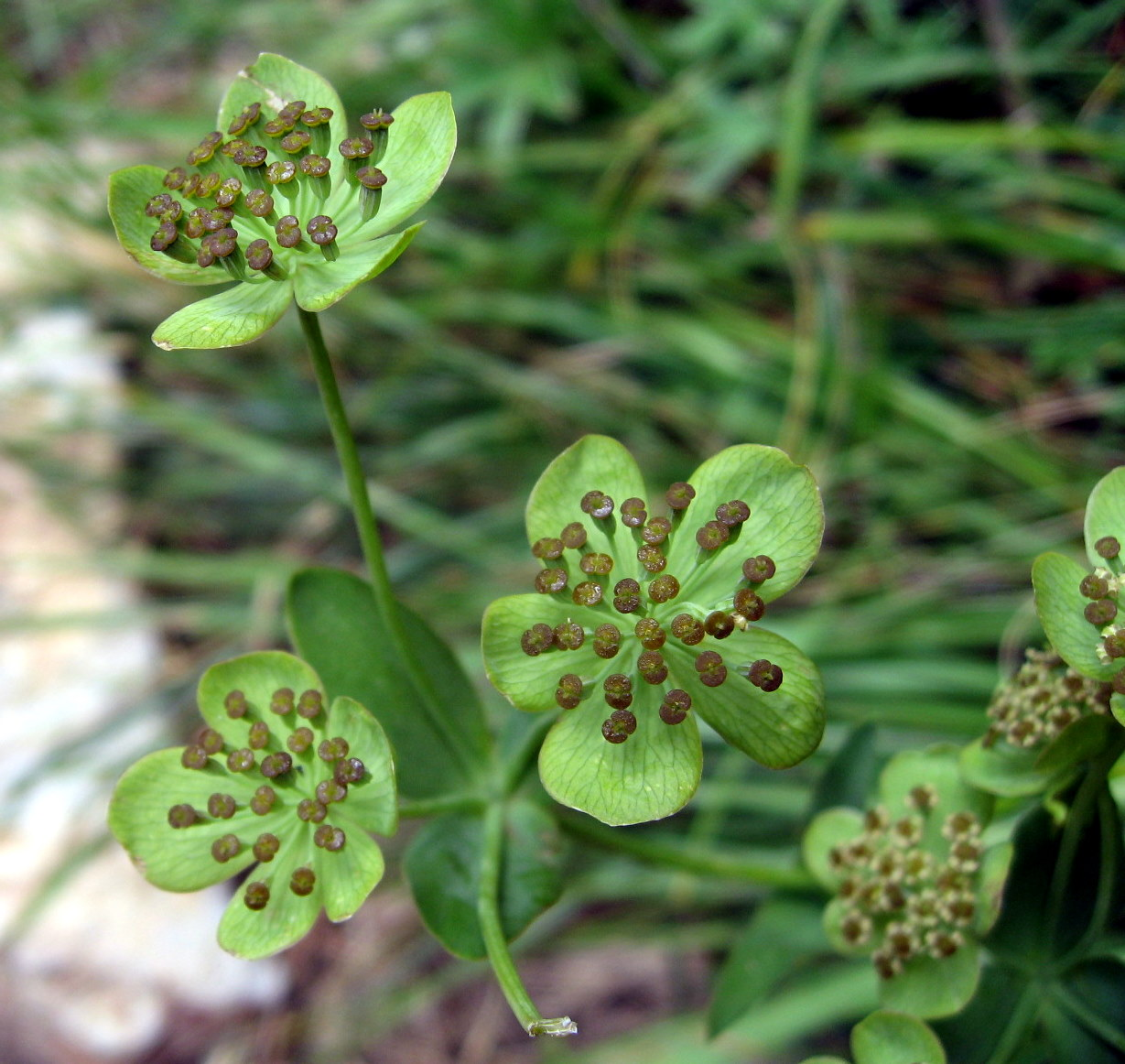
przewiercień jaskrowaty
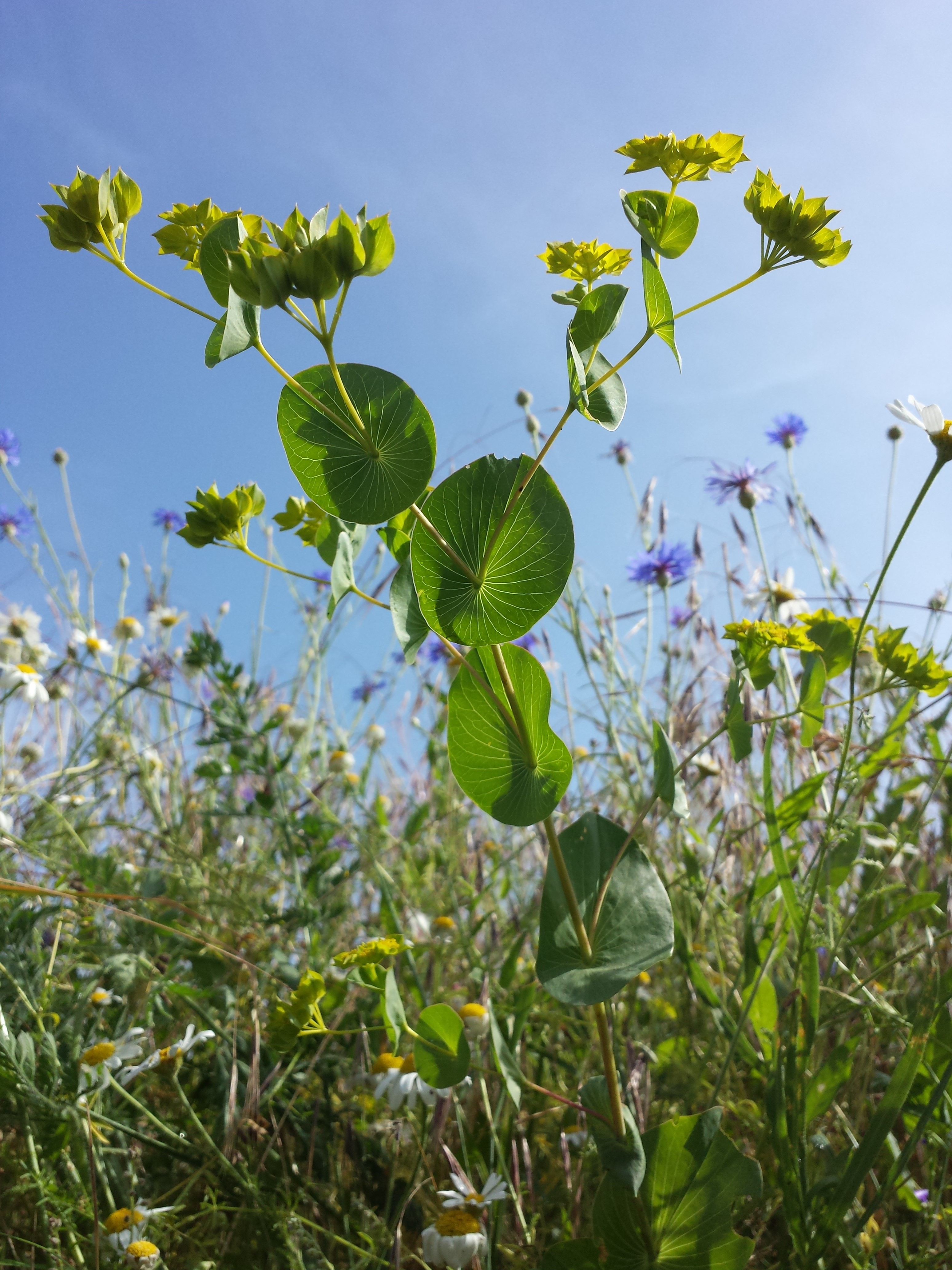
przewiercień okrągłolistny
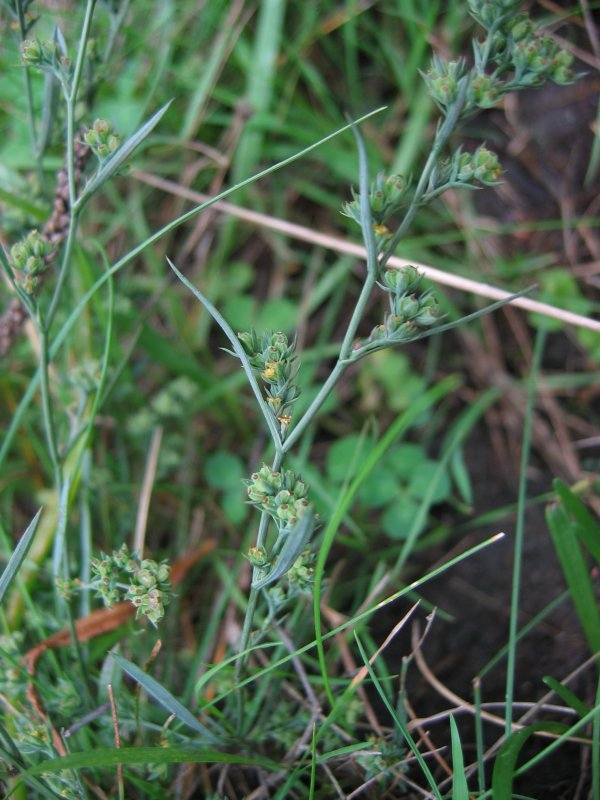
przewiercień cienki

## Morfologia

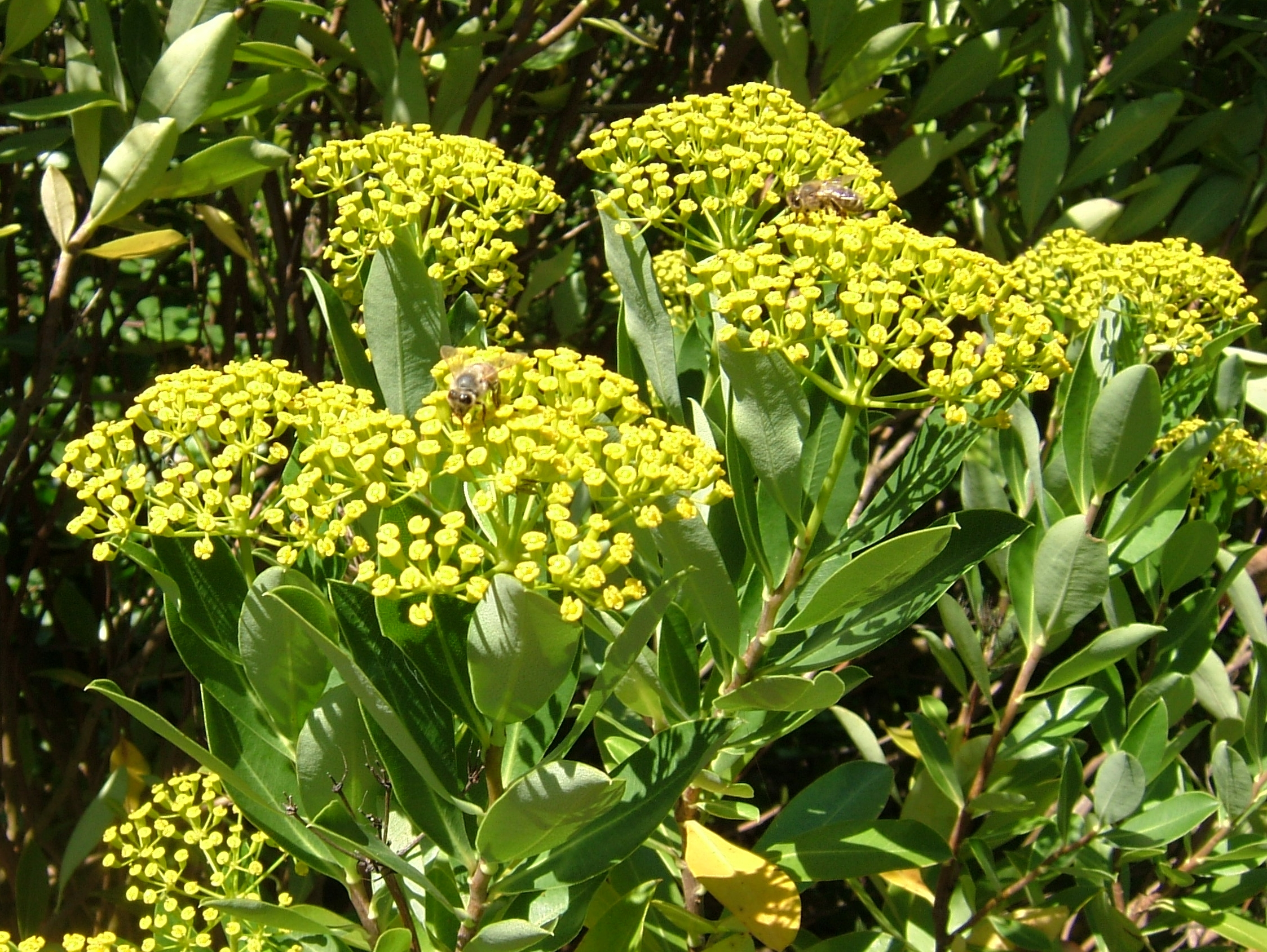
Bupleurum fruticosum

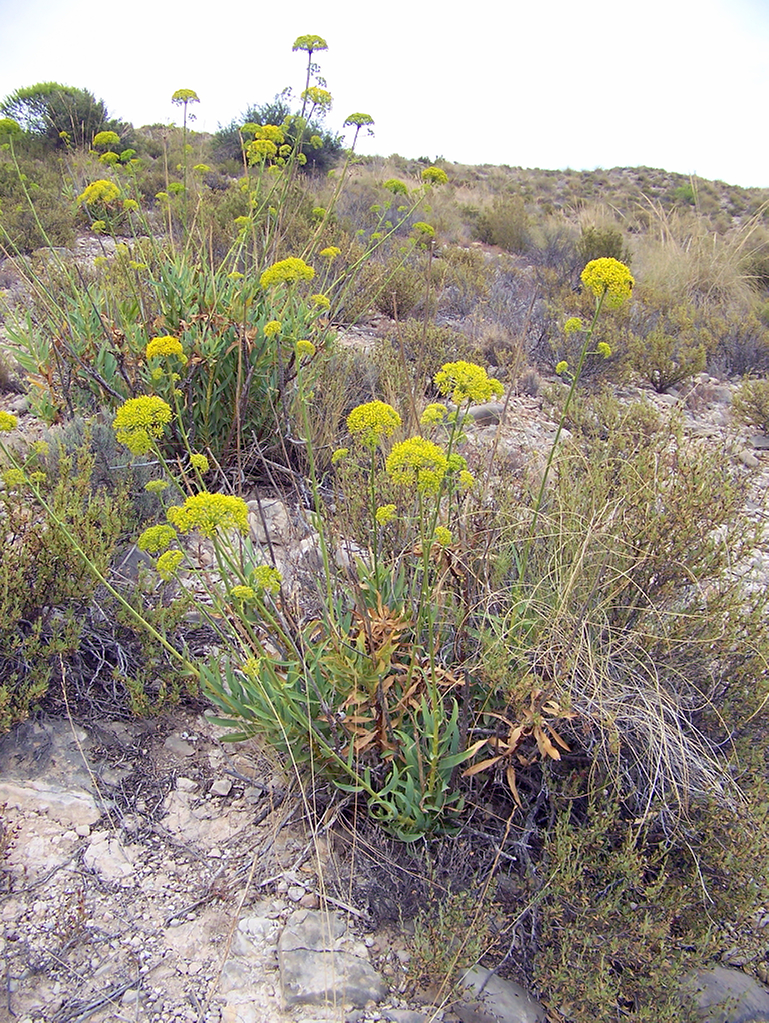
Bupleurum gibraltaricum

PokrójRośliny jednoroczne, byliny, półkrzewy i rzadko krzewy. Osiągają zwykle do ok. 1 m wysokości, czasem więcej, gatunki krzewiaste mierzą do 2,5 m. Mają pędy nagie, zielone lub sine, zwykle wzniesione i rozgałęzione skrętolegle lub dwurzędowo. U nasady pędu często z włóknistymi pozostałościami po nasadach liści odziomkowych i drewniejącą szyją korzeniową. B. dracaenoides z południowo-zachodnich Chin ma łodygę pachykauliczną (słabo rozgałęzioną), drewniejącą, osiągającą dwa metry wysokości i ma w efekcie pokrój małego drzewa.
LiściePojedyncze, całobrzegie, o kształcie od wąskolancetowatego do kolistego i zwykle z użyłkowaniem równoległym lub siatkowatym. Dolne liście na ogonkach pochwiasto obejmujących łodygę. Górne liście często żółte lub brązowe i obejmujące łodygę uszkowato, obrastające ją całkowicie lub siedzące. Czasem liście skórzaste.
KwiatyDrobne, żółte, żółtozielonawe, żółtoczerwonawe, zebrane w luźne baldachy złożone, czasem bez pokryw i pokrywek lub z tymi listkami okazałymi, pełniącymi rolę powabni. Działek kielicha brak. Płatki korony i pręciki w liczbie 5. Płatki okrągławe, jajowate lub sercowate, całobrzegie lub na szczycie wycięte. Zalążnia dolna, dwukomorowa, w każdej z komór z pojedynczym zalążkiem. Szyjki słupka dwa, krótkie, często odgięte. Krążek miodnikowy płaski.
OwoceRozłupnie rozpadające się na dwie rozłupki, z 5 żebrami, czasem oskrzydlonymi, kształtu okrągławego, jajowatego lub wydłużone. Na powierzchni nagie, pomarszczone lub pokryte szczecinkami.

## Systematyka
Pozycja systematyczna

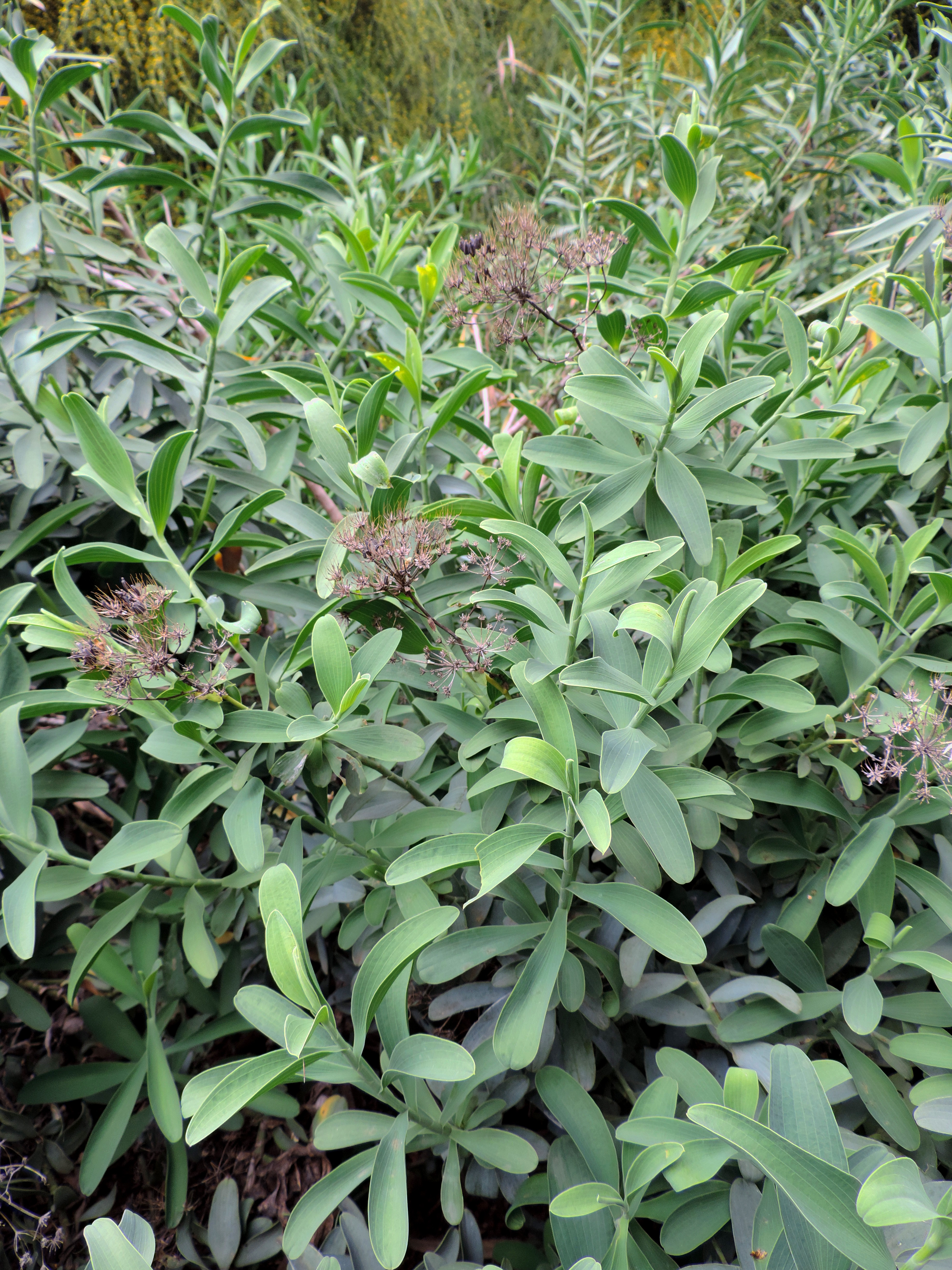
Bupleurum handiense

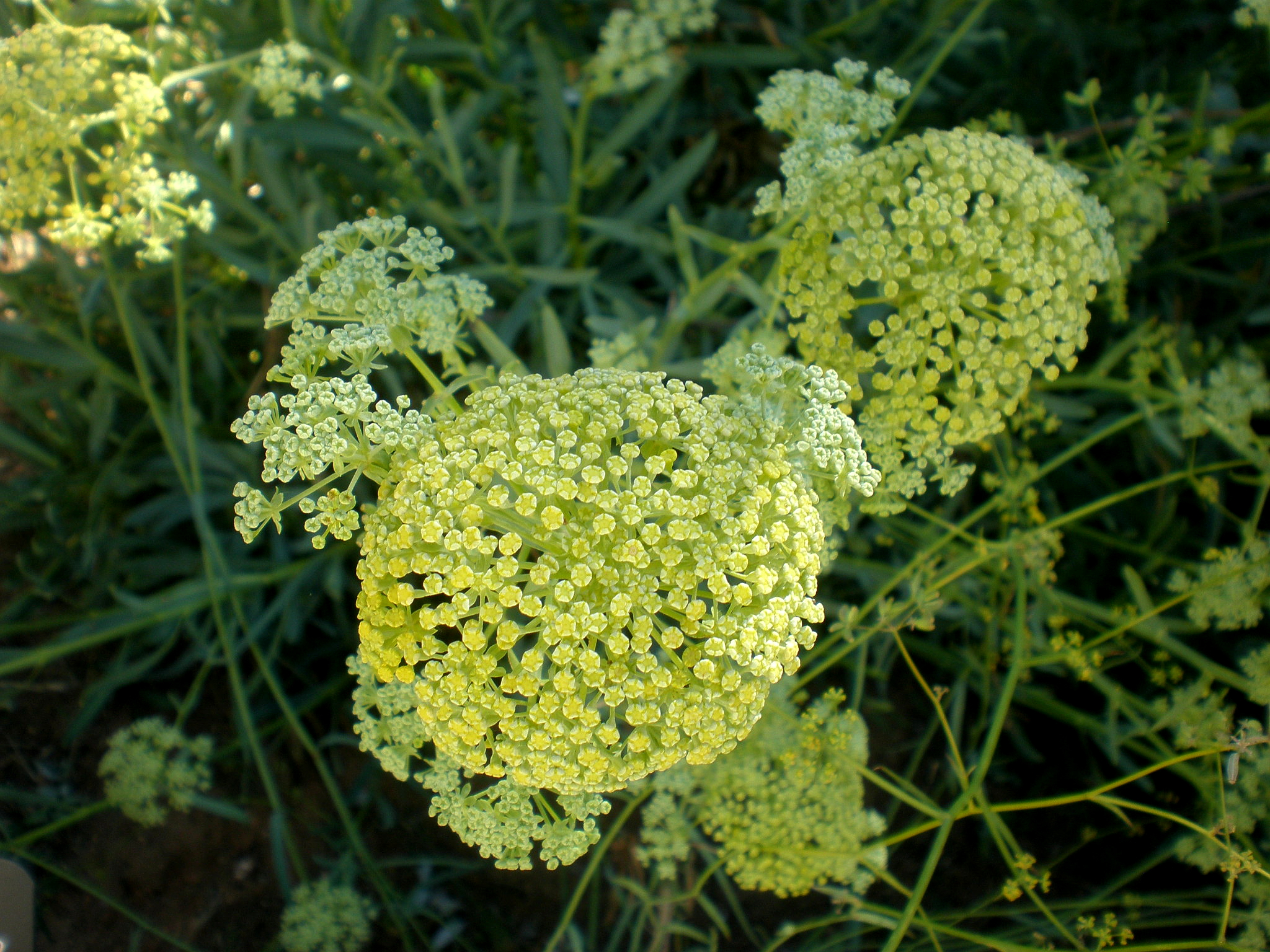
Bupleurum montanum

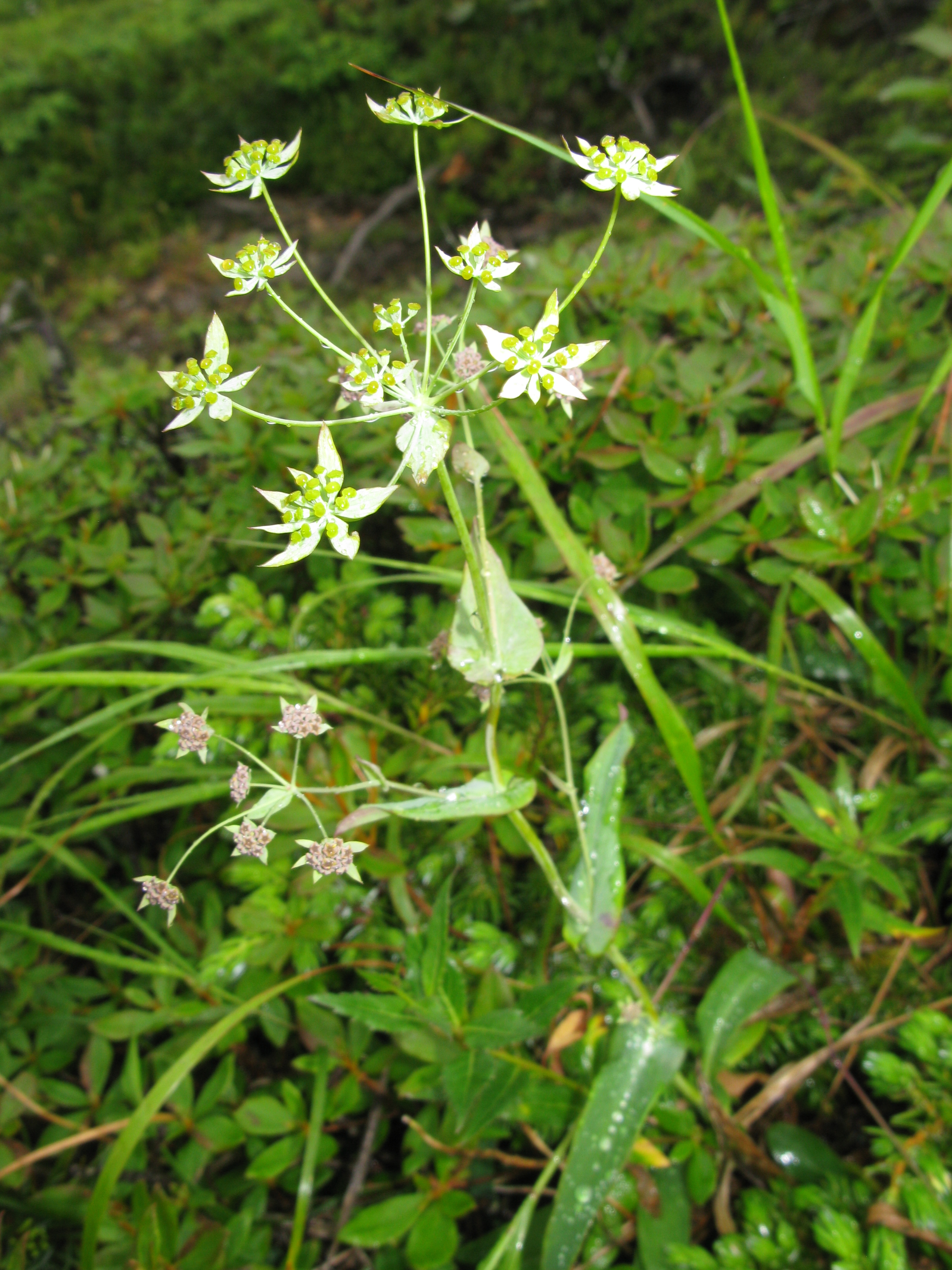
Bupleurum nipponicum

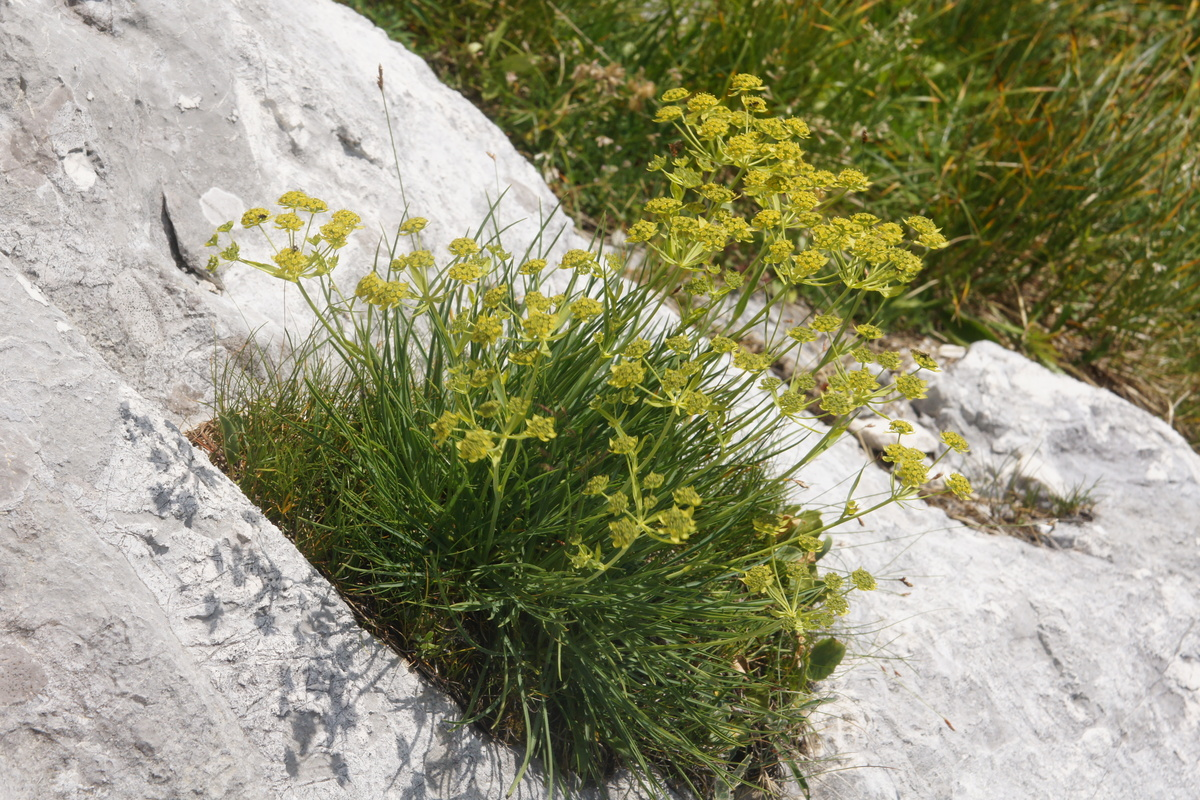
Bupleurum petraeum

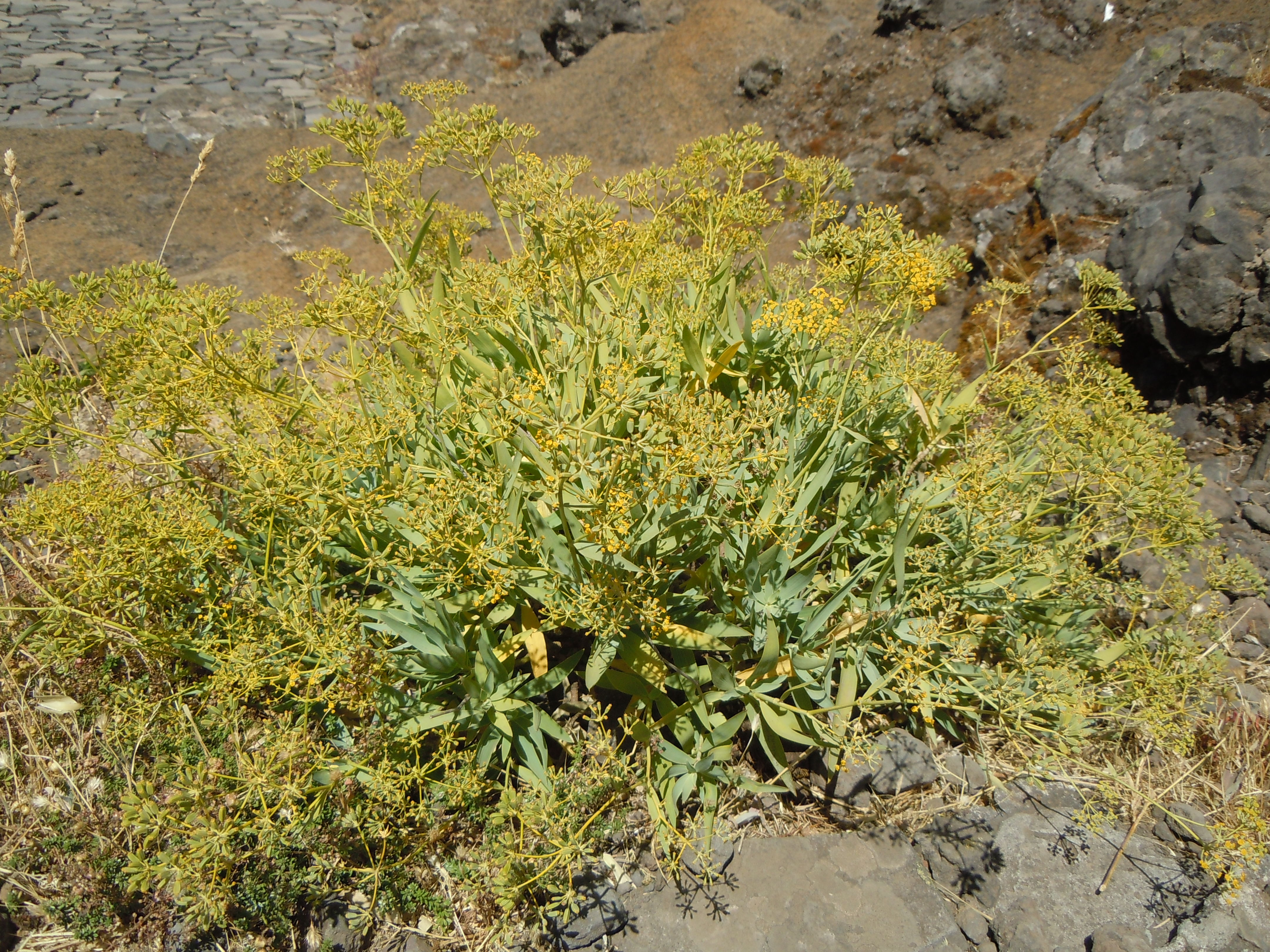
Bupleurum salicifolium

W obrębie rodziny selerowatych (baldaszkowatych) Apiaceae rodzaj klasyfikowany jest do podrodziny Apioideae, plemienia Bupleureae.
Wykaz gatunków
- Bupleurum acutifolium Boiss.
- Bupleurum aeneum Boiss. & A.Huet
- Bupleurum aequiradiatum (H.Wolff) Snogerup & B.Snogerup
- Bupleurum affine Sadler
- Bupleurum aira Snogerup
- Bupleurum aitchisonii (Boiss.) H.Wolff
- Bupleurum alatum R.H.Shan & M.L.Sheh
- Bupleurum album Maire
- Bupleurum aleppicum Boiss.
- Bupleurum alpigenum Jord. & Fourr.
- Bupleurum americanum J.M.Coult. & Rose
- Bupleurum anatolicum Hub.-Mor. & Reese
- Bupleurum andhricum M.P.Nayar & R.N.Banerjee
- Bupleurum angulosum L. – przewiercień kanciasty
- Bupleurum angustissimum (Franch.) Kitag.
- Bupleurum antonii Maire
- Bupleurum apiculatum Friv.
- Bupleurum asperuloides Heldr.
- Bupleurum atargense Gorovoj
- Bupleurum atlanticum Murb.
- Bupleurum aureum Fisch. ex Hoffm.  – przewiercień złocisty
- Bupleurum badachschanicum Lincz.
- Bupleurum baimaense X.G.Ma & X.J.He
- Bupleurum balansae Boiss. & Reut.
- Bupleurum baldense Turra
- Bupleurum barceloi Coss. ex Willk.
- Bupleurum benoistii Litard. & Maire
- Bupleurum bicaule Helm
- Bupleurum boissieri Post
- Bupleurum boissieuanum H.Wolff
- Bupleurum bourgaei Boiss. & Reut.
- Bupleurum brachiatum K.Koch ex Boiss.
- Bupleurum brevicaule Schltdl.
- Bupleurum canaliculatum Diels
- Bupleurum candollei Wall. ex DC.
- Bupleurum canescens Schousb.
- Bupleurum capillare Boiss. & Heldr.
- Bupleurum cappadocicum Boiss.
- Bupleurum chaishoui R.H.Shan & M.L.Sheh
- Bupleurum chevalieri Cherm.
- Bupleurum chinense DC.
- Bupleurum citrinum Hochst.
- Bupleurum clarkeanum (H.Wolff) Nasir
- Bupleurum commelynoideum H.Boissieu
- Bupleurum commutatum Boiss. & Balansa
- Bupleurum condensatum R.H.Shan & Y.Li
- Bupleurum constancei Nazir
- Bupleurum contractum Korovin
- Bupleurum croceum Fenzl
- Bupleurum dalhousianum (C.B.Clarke) Koso-Pol.
- Bupleurum davisii Snogerup
- Bupleurum densiflorum Rupr.
- Bupleurum dianthifolium Guss.
- Bupleurum dichotomum Boiss.
- Bupleurum dielsianum H.Wolff
- Bupleurum distichophyllum Wight & Arn.
- Bupleurum dracaenoides Huan C.Wang, Z.R.He & H.Sun
- Bupleurum dumosum Coss. & Balansa
- Bupleurum eginense (H.Wolff) Snogerup
- Bupleurum elatum Guss.
- Bupleurum erubescens Boiss.
- Bupleurum euboeum Beauverd & Topali
- Bupleurum euphorbioides Nakai
- Bupleurum exaltatum M.Bieb.
- Bupleurum falcatum L. – przewiercień sierpowaty
- Bupleurum faurelii Maire
- Bupleurum ferganense Lincz.
- Bupleurum flavicans Boiss. & Heldr.
- Bupleurum flavum Forssk.
- Bupleurum flexile Bornm. & Gauba
- Bupleurum foliosum Salzm. ex DC.
- Bupleurum freitagii Rech.f.
- Bupleurum fruticescens L.
- Bupleurum fruticosum L.
- Bupleurum gansuense S.L.Pan & P.S.Hsu
- Bupleurum gaudianum Snogerup
- Bupleurum gerardi All.
- Bupleurum ghahremanii Mozaff.
- Bupleurum gibraltaricum Lam.
- Bupleurum gilanicum Mozaff.
- Bupleurum gilesii H.Wolff
- Bupleurum glumaceum Sm.
- Bupleurum gracile d'Urv.
- Bupleurum gracilipes Diels
- Bupleurum gracillimum Klotzsch
- Bupleurum greuteri Snogerup
- Bupleurum gulczense O.Fedtsch. & B.Fedtsch.
- Bupleurum gussonei (Arcang.) Snogerup & B.Snogerup
- Bupleurum hakgalense Klack.
- Bupleurum hamiltonii N.P.Balakr.
- Bupleurum handiense (Bolle) G.Kunkel
- Bupleurum haussknechtii Boiss.
- Bupleurum heldreichii Boiss. & Balansa
- Bupleurum hoffmeisteri Klotzsch
- Bupleurum imaicola J.Kern.
- Bupleurum iranicum Bidarlord & Lyskov
- Bupleurum isphairamicum Pimenov
- Bupleurum jucundum Kurz
- Bupleurum kabulicum Rech.f.
- Bupleurum kakiskalae Greuter
- Bupleurum kaoi Liu, C.Y.Chao & Chuang
- Bupleurum karglii Vis.
- Bupleurum khasianum (C.B.Clarke) P.K.Mukh.
- Bupleurum koechelii Fenzl
- Bupleurum kohistanicum Nasir
- Bupleurum komarovianum Lincz.
- Bupleurum kosopolianskyi Grossh.
- Bupleurum krylovianum Schischk.
- Bupleurum kunmingense Yin Li & S.L.Pan
- Bupleurum kurdicum Boiss.
- Bupleurum kurzii P.K.Mukh.
- Bupleurum kweichowense R.H.Shan
- Bupleurum lanceolatum Wall. ex DC.
- Bupleurum lancifolium Hornem. – przewiercień wąskolistny
- Bupleurum lateriflorum Coss.
- Bupleurum latissimum Nakai
- Bupleurum leucocladum Boiss.
- Bupleurum libanoticum Boiss. & C.I.Blanche
- Bupleurum linczevskii Pimenov & Sdobnina
- Bupleurum lipskyanum (Koso-Pol.) Lincz.
- Bupleurum longeradiatum Turcz.
- Bupleurum longicaule Wall. ex DC.
- Bupleurum longifolium L. – przewiercień długolistny
- Bupleurum lophocarpum Boiss. & Balansa
- Bupleurum luxiense Yin Li & S.L.Pan
- Bupleurum lycaonicum Snogerup
- Bupleurum maddenii C.B.Clarke
- Bupleurum malconense R.H.Shan & Y.Li
- Bupleurum marginatum Wall. ex DC.
- Bupleurum marschallianum C.A.Mey.
- Bupleurum martjanovii Krylov
- Bupleurum mayeri Micevski
- Bupleurum mesatlanticum Litard. & Maire
- Bupleurum microcephalum Diels
- Bupleurum miyamorii Kitag.
- Bupleurum mongolicum V.M.Vinogr.
- Bupleurum montanum Coss. & Durieu
- Bupleurum multinerve DC.
- Bupleurum mundii Cham. & Schltdl.
- Bupleurum muschleri H.Wolff
- Bupleurum nanum Poir.
- Bupleurum nematocladum Rech.f.
- Bupleurum nigrescens Nasir
- Bupleurum nipponicum Koso-Pol.
- Bupleurum nodiflorum Sm.
- Bupleurum nordmannianum Ledeb.
- Bupleurum odontites L. – przewiercień Desfontaines'a
- Bupleurum oligactis Boiss.
- Bupleurum orientale Snogerup
- Bupleurum pachnospermum Pančić
- Bupleurum pamiricum Pimenov & Kljuykov
- Bupleurum papillosum DC.
- Bupleurum pauciradiatum Fenzl ex Boiss.
- Bupleurum pendikum Snogerup
- Bupleurum persicum Boiss.
- Bupleurum petiolulatum Franch.
- Bupleurum petraeum L. – przewiercień skalny
- Bupleurum plantagineum Desf.
- Bupleurum plantaginifolium Wight
- Bupleurum polyactis Post ex Snogerup
- Bupleurum polyclonum Yin Li & S.L.Pan
- Bupleurum polyphyllum Ledeb.
- Bupleurum postii H.Wolff
- Bupleurum praealtum L. – przewiercień wywyższony
- Bupleurum pulchellum Boiss. & Heldr.
- Bupleurum qinghaiense Yin Li & J.X.Guo
- Bupleurum ramosissimum Wight & Arn.
- Bupleurum ranunculoides L. – przewiercień jaskrowaty
- Bupleurum regelii Lincz. & V.M.Vinogr.
- Bupleurum rigidum L.
- Bupleurum rischawianum Albov
- Bupleurum rockii H.Wolff
- Bupleurum rollii (Montel.) Pignatti
- Bupleurum rosulare Korovin ex Pimenov & Sdobnina
- Bupleurum rotundifolium L. – przewiercień okrągłolistny
- Bupleurum rupestre Edgew.
- Bupleurum sachalinense F.Schmidt
- Bupleurum salicifolium R.Br.
- Bupleurum schistosum Woronow
- Bupleurum scorzonerifolium Willd.
- Bupleurum semicompositum L.
- Bupleurum setaceum Fenzl
- Bupleurum shanianum X.G.Ma & X.J.He
- Bupleurum shikotanense M.Hiroe
- Bupleurum sibiricum Vest ex Spreng.
- Bupleurum sikkimensis P.K.Mukh.
- Bupleurum sintenisii Asch. & Urb. ex Huter
- Bupleurum × sitenskyi Šourková
- Bupleurum smithii H.Wolff
- Bupleurum sosnowskyi Manden.
- Bupleurum spinosum Gouan – przewiercień ciernisty
- Bupleurum stellatum L.
- Bupleurum stenophyllum (Nakai) Kitag.
- Bupleurum stewartianum Nasir
- Bupleurum subnivale (Galushko) Galushko
- Bupleurum subovatum Link ex Spreng.
- Bupleurum subspinosum Maire & Weiller
- Bupleurum subuniflorum Boiss. & Heldr.
- Bupleurum sulphureum Boiss. & Balansa
- Bupleurum swatianum Nasir
- Bupleurum teberdense Kljuykov
- Bupleurum tenuissimum L. – przewiercień cienki
- Bupleurum terminum A.P.Khokhr.
- Bupleurum thianschanicum Freyn
- Bupleurum thomsonii C.B.Clarke
- Bupleurum trichopodum Boiss. & Spruner
- Bupleurum triradiatum Adams ex Hoffm.
- Bupleurum turcicum Snogerup
- Bupleurum tuschkanczik Stepanov
- Bupleurum veronense Turra
- Bupleurum virgatum Cav.
- Bupleurum wenchuanense R.H.Shan & Y.Li
- Bupleurum wittmannii Steven
- Bupleurum wolffianum Bornm. ex H.Wolff
- Bupleurum woronowii Manden.
- Bupleurum yinchowense R.H.Shan & Y.Li
- Bupleurum yunnanense Franch.
- Bupleurum zoharii Snogerup